# David Thomson (Schriftsteller)

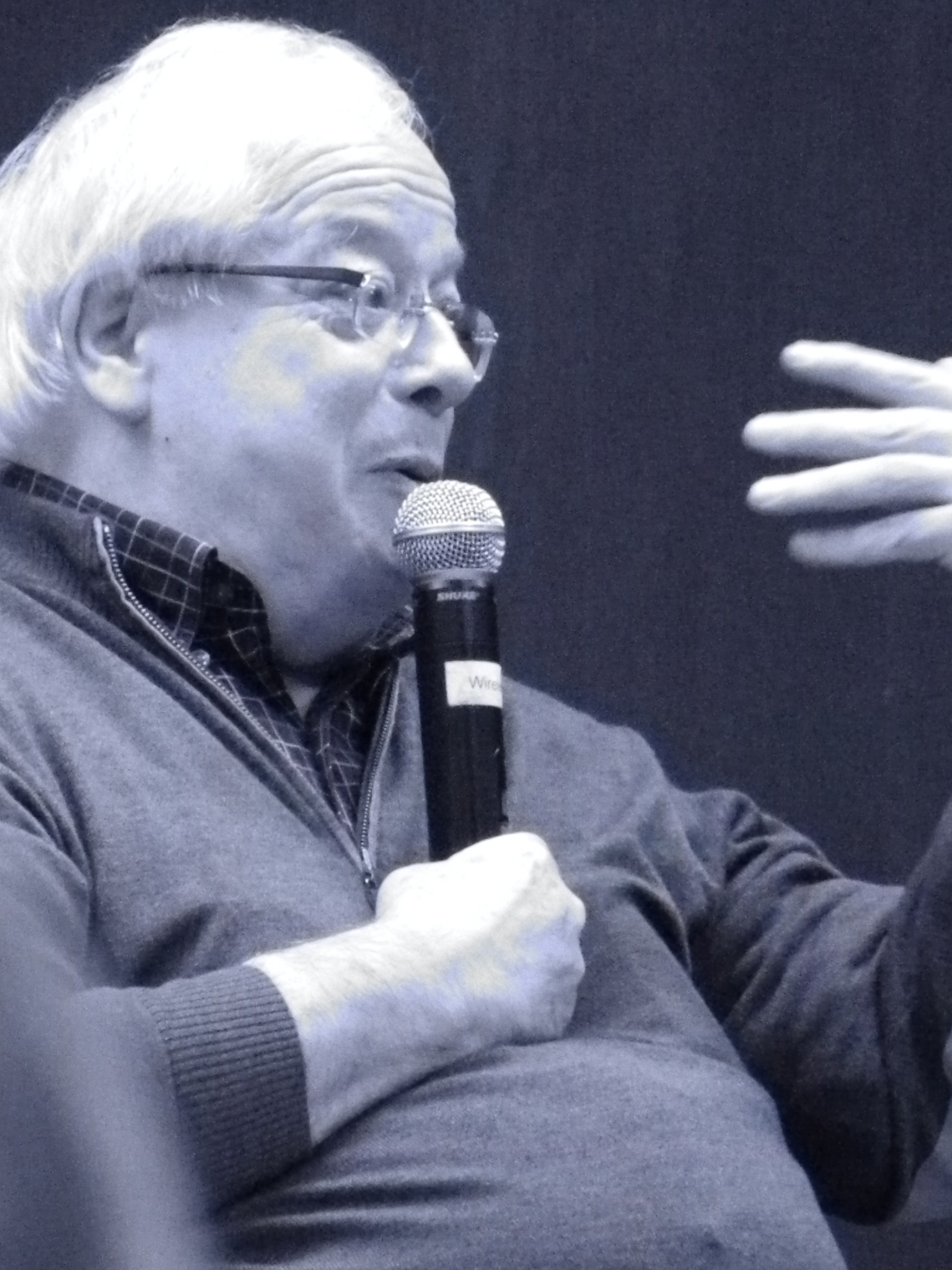
David Thomson (2013)

David Thomson (* 18. Februar 1941 in London, England) ist ein britischer Schriftsteller und Filmkritiker.

## Leben
Nach dem Schulabschluss am Dulwich College studierte Thomson an der London School of Film Technique. Zwischen 1964 und 1971 war er im Verlag Penguin Books tätig. Zwischen 1971 und 1981 war er als Professor für „Film Studies“ an verschiedenen Colleges in England und den USA tätig.
Seit 1981 ist er freier Autor und Filmkritiker für verschiedenen englische und amerikanische Zeitungen (u. a. The Guardian, The Independent on Sunday, New York Times) und Filmzeitschriften (u. a. Sight & Sound,  American Film, Film Comment) tätig. Daneben war er zeitweise Herausgeber des „Journal of Gastronomy“. Thomson, ein großer Sportfan, schreibt auch gelegentlich über Sport. Thomson lebt seit 1977 in San Francisco.
Im Jahr 2010 kuratierte Thomson die Retrospektive der 60. Berlinale, die unter dem Titel Play It Again …! die Geschichte des Festivals zum Thema hatte.

## Bücher
Seit 1967 hat Thomson etwa 20 Bücher veröffentlicht. Darunter sind eine Biographie von Laurence Sterne, Romane (A Bowl of Eggs, Hungry as Hunters), Bücher über Filmthemen und Sammlungen von Essays sowie Biographien von Filmpersönlichkeiten wie Warren Beatty, David O. Selznick, Orson Welles, Marlon Brando und Nicole Kidman. Besonders bekannt sind Thomsons Bücher Suspects und Silver Light, in denen er eine fiktive Handlung um bekannte Filmfiguren herum spinnt.
Bisher wurden seine Laurence-Sterne-Biographie und der Roman Der Traum der grünen Jahre ins Deutsche übersetzt.

### The Biographical Dictionary of Film
Den größten Erfolg hatte das Biographical Dictionary of Film, dessen erste Auflage 1975 erschien. Seit der 4. Auflage (2002) trägt das Buch den Titel The New Biographical Dictionary of Film. In einer 2010 durchgeführten Umfrage der Zeitschrift Sight & Sound unter internationalen Filmkritikern wurde das Lexikon zum besten Filmbuch aller Zeiten gewählt.
In seiner 2010 erschienenen 5. Auflage enthält das Lexikon etwa 1500 Einträge zu Filmpersönlichkeiten, vor allem zu Regisseuren und Schauspielern. Kameraleute, Komponisten oder Drehbuchautoren sind nur in Ausnahmefällen berücksichtigt. Dafür finden sich unerwartete Einträge z. B. über die Late-Night-Talklegende Johnny Carson, den Amateurfilmer Abraham Zapruder, den Schäferhund Rin Tin Tin oder von Thomson geschätzte britische Fernsehschaffende wie den Regisseur Alan Clarke und den Drehbuchautor Dennis Potter. In neuere Auflagen wurden auch Filmkritiker wie James Agee, André Bazin und Pauline Kael aufgenommen.
Der Ton ist nicht neutral und nüchtern, sondern radikal persönlich und parteiisch. So ernten gefeierte Regisseure wie John Ford und Federico Fellini komplette Verrisse. Regisseuren wie Stanley Kubrick, Martin Scorsese, Lars von Trier und Quentin Tarantino, die laut Thomson zwar viel von Filmen, aber wenig vom Leben verstehen, ergeht es kaum besser. In anderen Artikeln erzählt Thomson von persönlichen Begegnungen oder geht nur auf ein oder zwei Filme ein, die ihm wichtig sind.